# Пазіївка
Пазі́ївка — село в Україні, у Балаклійському районі Харківської області. Населення становить 37 осіб. До 2020 орган місцевого самоврядування — Веселівська сільська рада.

## Географія
Села Пазіївка, Слабунівка та Українка утворюють ланцюг населених пунктів які примикають один до одного, і знаходиться уздовж автомобільної дороги E40, М03. За 3 км протікає річка Теплянка, яка місцями пересихає, і яка через 10 км впадає в річку Сіверський Донець.

## Історія села
У 2 половині XIX ст. це був козацький хутір Пазіїв, який складався з 9 дворів і населенням 73 людини (27 чоловічої та 46 жіночої статі).
Село постраждало внаслідок геноциду українського народу, проведеного урядом СССР в 1932—1933 роках, кількість встановлених жертв у Бабариківці, Пазіївці, Слабунівці, Макарівці, Крючках, Теплянці Першій, Теплянці Другій, Жуваківці, Нуровому, Якимівці, Сухому Яру, Чорнобаївці — 479 людей.
12 червня 2020 року, відповідно до Розпорядження Кабінету Міністрів України  № 725-р «Про визначення адміністративних центрів та затвердження територій територіальних громад Харківської області», увійшло до складу Савинської селищної територіальної громади.
19 липня 2020 року, в результаті адміністративно-територіальної реформи та ліквідації Балаклійського району, село увійшло до складу новоутвореного Ізюмського району.

## Населення

### Мова
Розподіл населення за рідною мовою за даними перепису 2001 року:
| Мова            | Кількість | Відсоток |
| --------------- | --------- | -------- |
| українська      | 16        | 43.24%   |
| російська       | 11        | 29.73%   |
| інші/не вказали | 10        | 27.03%   |
| Усього          | 37        | 100%     |

## Також
- Перелік населених пунктів, що постраждали від Голодомору 1932-1933, Харківська область